# جيرالد غوستافسون
جيرالد غوستافسون (بالإنجليزية: Gerald Gustafson)‏ هو ضابط أمريكي، ولد في 14 سبتمبر 1928 في سانت بيتر في الولايات المتحدة.